# Anna-Lena Best-Pohl
Anna-Lena Best-Pohl (* 31. August 1990 als Anna-Lena Pohl in Kassel) ist eine ehemalige deutsche Triathletin.

## Werdegang
Anna-Lena Best-Pohl startet seit 2011 im Triathlon. Zuvor war sie in ihrer Jugend im Schwimmsport aktiv. Im April 2013 wurde sie in Cottbus Deutsche Vizemeisterin auf der Duathlon-Kurzdistanz.
Sie startete seit 2017 im Perspektivteam von Erdinger Alkoholfrei.
2017 wurde Best-Pohl Deutsche Vizemeisterin auf der Mitteldistanz beim Allgäu Triathlon. Im September 2019 wurde sie mit der schnellsten Schwimmzeit Dritte im Ironman 70.3 Cascais in Portugal.
Im Juni 2021 wurde die 30-Jährige als zweitbeste Deutsche Siebte der Ironman 70.3 European Championships im Rahmen des Ironman 70.3 Kronborg-Elsinore.
Im August 2022 wurde sie Sechste im Ironman Ireland. Seit 2022 tritt Anna-Lena Best-Pohl nicht mehr international in Erscheinung.
Anna-Lena Best-Pohl lebt in Wiesbaden.

## Sportliche Erfolge
| Datum/Jahr    | Rang | Wettbewerb                                         | Austragungsort       | Zeit     | Bemerkung                                                                          |
| ------------- | ---- | -------------------------------------------------- | -------------------- | -------- | ---------------------------------------------------------------------------------- |
| 7. Aug. 2022  | 1    | Frankfurt-City-Triathlon                           | Frankfurt am Main    | 02:16:36 | Siegerin auf der olympischen Distanz                                               |
| 27. Juni 2021 | 7    | Ironman 70.3 European Championships                | Helsingør            | 04:18:08 | Siebte der Ironman 70.3 European Championships beim Ironman 70.3 Kronborg-Elsinore |
| 24. Apr. 2021 | 7    | Challenge Gran Canaria                             | Anfi                 | 04:24:33 |                                                                                    |
| 29. Sep. 2019 | 3    | Ironman 70.3 Cascais                               | Cascais              | 04:36:41 |                                                                                    |
| 1. Sep. 2019  | 6    | Ironman 70.3 Zell am See                           | Zell am See          | 04:46:31 |                                                                                    |
| 16. Juni 2019 | 6    | Ironman 70.3 Luxemburg                             | Luxemburg            | 04:28:25 |                                                                                    |
| 2. Juni 2019  | DNF  | Ironman 70.3 Kraichgau                             | Bad Schönborn        | -        |                                                                                    |
| 26. Mai 2019  | 6    | Ironman 70.3 Austria                               | St. Pölten           | 04:35:36 |                                                                                    |
| 5. Mai 2019   | 2    | Siegerland-Cup                                     | Buschhütten          |          | Zweite auf der olympischen Distanz                                                 |
| 26. Aug. 2018 | 6    | Ironman 70.3 Zell am See                           | Zell am See          | 01:54:20 | Austragung als Swim&Run auf Grund von Schneefall                                   |
| 5. Aug. 2018  | 2    | Frankfurt-City-Triathlon                           | Frankfurt am Main    |          | Zweite auf der Mitteldistanz                                                       |
| 22. Juli 2018 | 1    | M-Net-Triathlon Erlangen                           | Erlangen             | 03:59:03 | 2 km Schwimmen, 80 km Radfahren, 20 km Laufen                                      |
| 24. Juni 2018 | 2    | Chiemsee Triathlon                                 | Chieming             | 04:15:59 | Zweite auf der Mitteldistanz hinter der Österreicherin Michaela Herlbauer          |
| 17. Juni 2018 | 1    | Stadttriathlon Erding                              | Erding               | 02:09:28 | Titelverteidigung auf der olympischen Distanz                                      |
| 3. Juni 2018  | 7    | Ironman 70.3 Kraichgau                             | Bad Schönborn        | 04:46:33 |                                                                                    |
| 19. Mai 2018  | 6    | Challenge Lisboa                                   | Lissabon             | 04:14:33 |                                                                                    |
| 20. Aug. 2017 | 2    | DTU Deutsche Meisterschaft Triathlon Mitteldistanz | Immenstadt im Allgäu | 04:33:51 | Deutsche Vizemeisterin beim Allgäu Triathlon                                       |
| 18. Juni 2017 | 1    | Stadttriathlon Erding                              | Erding               | 02:11:41 | auf der olympischen Distanz                                                        |
| 4. Sep. 2016  | 9    | Triathlon de Gerardmer                             | Gérardmer            | 05:23:14 | auf der Mitteldistanz                                                              |
| 8. Mai 2016   | 2    | Siegerland-Cup                                     | Buschhütten          |          | Zweite auf der olympischen Distanz                                                 |
| 31. Aug. 2013 | 12   | DTU Deutsche Triathlon-Meisterschaft Sprintdistanz | Hannover             | 01:04:56 | Deutsche Triathlon-Meisterschaft auf der Sprintdistanz                             |
| 29. Mai 2011  | 1    | TriStar33.3 Germany                                | Worms                |          |                                                                                    |

| Datum/Jahr    | Rang | Wettbewerb       | Austragungsort | Zeit     | Bemerkung                       |
| ------------- | ---- | ---------------- | -------------- | -------- | ------------------------------- |
| 14. Aug. 2022 | 6    | Ironman Ireland  | Youghal        | 09:46:14 |                                 |
| 16. Okt. 2021 | 5    | Ironman Mallorca | Alcúdia        | 09:15:24 |                                 |
| 5. Sep. 2021  | 12   | Challenge Roth   | Roth           | 09:02:40 | verkürzte Raddistanz auf 170 km |
| 29. Aug. 2021 | DNF  | Ironman Hamburg  | Hamburg        | -        |                                 |

| Datum/Jahr    | Rang | Wettbewerb                          | Austragungsort | Zeit     | Bemerkung                                                                                   |
| ------------- | ---- | ----------------------------------- | -------------- | -------- | ------------------------------------------------------------------------------------------- |
| 27. Apr. 2013 | 2    | DTU Deutsche Meisterschaft Duathlon | Cottbus        | 02:11:19 | Deutsche Vizemeisterin Duathlon-Kurzdistanz (10 km Laufen, 36 km Radfahren und 5 km Laufen) |

| Datum/Jahr    | Rang | Wettbewerb                     | Austragungsort    | Zeit  | Bemerkung     |
| ------------- | ---- | ------------------------------ | ----------------- | ----- | ------------- |
| 29. Dez. 2019 | 9    | Spiridon Mainova Silvesterlauf | Frankfurt am Main | 38:47 |               |
| 28. Dez. 2014 | 3    | Spiridon Silvesterlauf         | Frankfurt am Main | 41:37 |               |
| 1. Nov. 2013  | 1    | Hockenheimringlauf             | Hockenheim        | 18:48 | Siegerin 5 km |
| 1. Nov. 2012  | 1    | Hockenheimringlauf             | Hockenheim        | 19:04 | Siegerin 5 km |